# Octavio Cordero Palacios
Octavio Cordero Palacios (n. Santa Rosa, Cuenca (Ecuador), 3 de mayo de 1870 – f. 17 de diciembre de 1930) fue un escritor, dramaturgo, poeta, matemático, abogado, profesor e inventor ecuatoriano.

## Biografía
Nació en 1870. Su padre Vicente Cordero Crespo fue un poeta autor del juego en verso "Don Lucas", escribano en Cuenca en 1889, periodista conservador y editor de la revista "El Criterio" en 1895. Su madre Rosa Palacios Alvear. Ambos eran de Cuenca.
En 1890, estrenó su obra en tres actos "Gazul", cuyas escenas tienen lugar en Persia al final de la Primera Cruzada. Su segunda obra "Los Hijos de Atahualpa", y en 1892 escribió "Los Borrachos". También traductor, publicó "Rapsodias Clásicas" una traducción al castellano de trabajos de Virgilio y Horacio. También tradujo obras de franceses e ingleses al castellano, incluyendo una versión fiel de Edgar Allan Poe en "The Raven".
También en 1890 obtuvo un doctorado en jurisprudencia por la Universidad de Cuenca, y practicó como abogado en el Tribunal Superior de Azuay. En 1900 enseña literatura y filosofía en el colegio Benigno Malo.
En 1910 durante el conflicto armado con Perú se unió a la reserva del ejército con el rango de sargento mayor, y nombrado Jefe de Ingenieros de la Primera División Sur. Creó una carta topográfica militar de la frontera del sur de Ecuador, y enseñó cursos en la Universidad de Cuenca sobre planimetría, altimetría, y diseño de carreteras, y construcción de puentes y calzadas.
En 1916 publicó el libro "Vida de Abdón Calderón". Aquel año fue elegido senador de Azuay (hasta 1918). Elegido Juez del Tribunal Superior de Justicia, por 10 años.
En 1922 publicó "De Potencia a Potencia", un ensayo histórico en la batalla continuada entre el gobernador de Azuay Manuel Vega Dávila y el presidente Gabriel García Moreno. Aquel año también publica el ensayo "El arte poético de Horacio".
En 1923, "El quichua y el Cañari" un estudio filológico de los idiomas quechua y cañari, con un léxico cañari, al que se le otorgó Palma " de Oro".
En 1924 publicó su trabajo incompleto sobre la muerte de Juan Seniergues. Y publicó los ensayos siguientes: "Don José Antonio Vallejo, su primera gobernación entre 1777 y 1784", "El Azuay Histórico", "Pro Tomebamba", "Crónicas Documentadas para la Historia de Cuenca" y prometió publicar dos libros nuevos, lo cual nunca hizo, quizás debido a su estado empobrecido. En 1929 publica "La Poesía de Ciencia".

## Invenciones
En 1902, crea un ordenador mecánico que nombró "Clave Poligráfíca" o "Metaglota". El dispositivo traducía palabras de una lengua a otra lengua. Después de su muerte, su primo Humberto Cordero reconstruyó la máquina y la exhibió en Quito en 1936. La exposición fue un éxito , y el ordenador fue saludado como un "diccionario mecánico maravilloso". También inventó un "dispositivo numérico de calculo para calcular la raíz cuadrada de números", así como un "texto de trigonometría en verso".

## Muerte y lugar de sepultura
En 1930, adolece de cirrosis.. En su lecho de muerte pide a a sus hijos inscribir el siguiente verso en su tumba más que su nombre:

Si hiere....hiere....y hiere de Dios la augusta mano

¿Qué hacer? ¡Caer por la tierra, hundir la frente en ella
y recibir silente– centella tras centella

el fuego todo y la ira del rayo soberano!

Anunció a sus hijos que moriría el 17 de diciembre de aquel año, 1930. Tal pronóstico no fue errado, exactamente ese día, a las 18:30, falleció,  mientras recitaba el Himno Nacional Ecuatoriano.
Está inhumado en el Ilustre Mausoleo de Personajes en el Cementerio Patrimonial Municipal de Cuenca.

## Matrimonio y descendencia
Estaba casado con Victoria Crespo Astudillo, con quien tuvo varios hijos.

## Homenajes
- Existe una parroquia rural del Cantón Cuenca honrando su nombre.[2] Y, en el Cantón Déleg, una escuela.[3]